# Journal of Ornithology

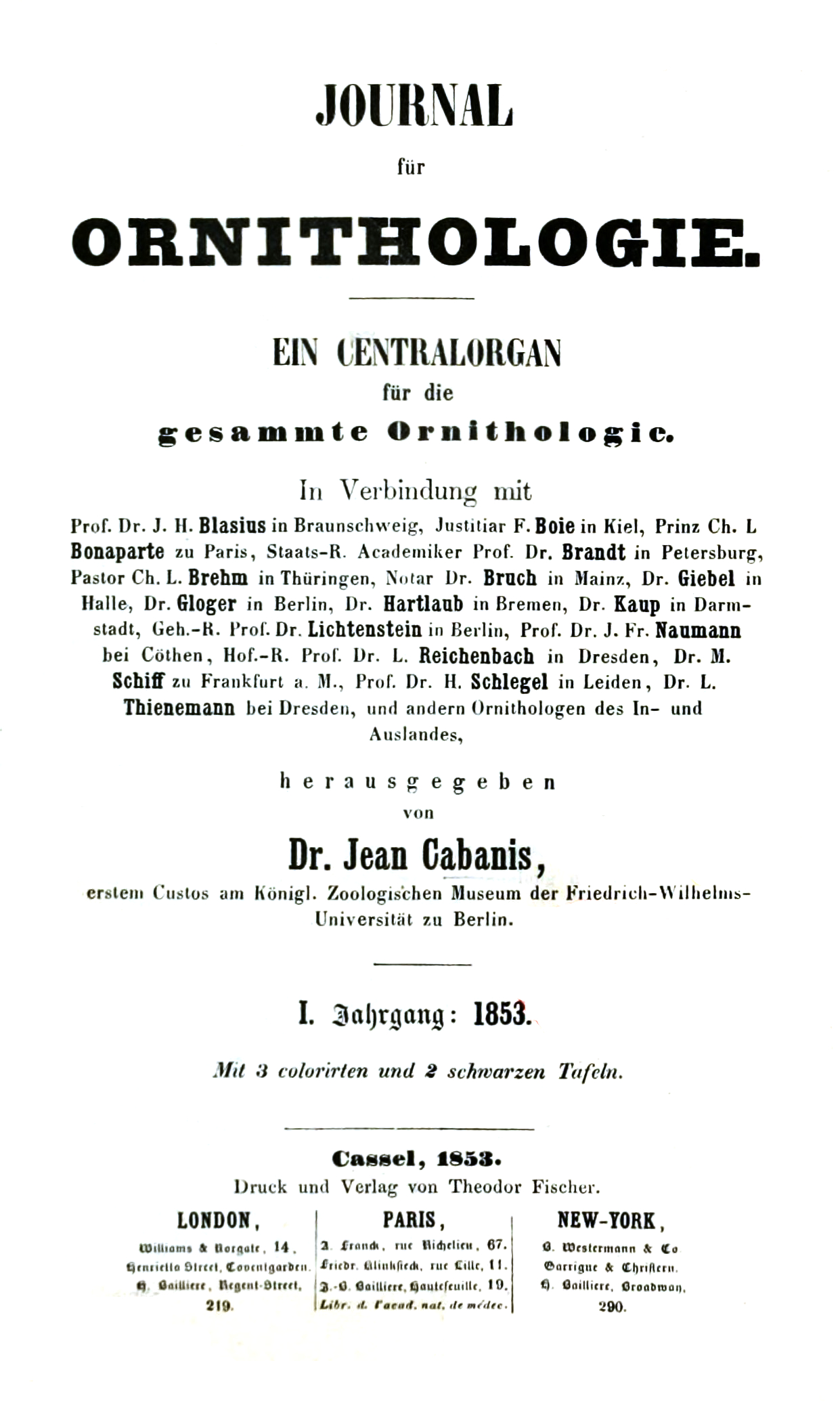
Prima pagina del primo numero.

Journal of Ornithology, chiamato Journal für Ornithologie fino al 2003 (letteralmente «giornale di ornitologia» in entrambi i casi) è una rivista scientifica pubblicata dalla Deutsche Ornithologen-Gesellschaft (DOG). Venne fondato da Gustav Hartlaub e dal suo assistente Jean Cabanis nel 1853 e divenne l'organo di stampa ufficiale della DOG nel 1854. Dal 2004, viene pubblicato dal gruppo Springer Verlag; inoltre, il titolo del giornale è stato cambiato in Journal of Ornithology e pubblica articoli in inglese con abstract in tedesco.

## Direttori
- 1853-1893: Jean Louis Cabanis
- 1894-1921: Anton Reichenow
- 1922-1955: Erwin Stresemann
- 1956-1961: Erwin Stresemann e Günther Niethammer
- 1962-1970: Günther Niethammer
- 1971-1997: Einhard Bezzel
- 1997-    : Franz Bairlein